# Mariska Vízváry
Dans le nom hongrois Vízváry Mariska, le nom de famille précède le prénom, mais cet article utilise l’ordre habituel en français Mariska Vízváry, où le prénom précède le nom.
Mariska Vízváry (née le 27 mai 1877 à Budapest, Autriche-Hongrie, morte le 9 janvier 1954  à Budapest, République populaire de Hongrie) fut une actrice hongroise.

## Biographie

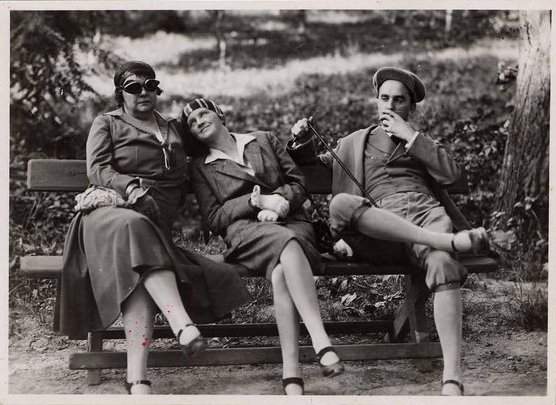
Mariska Vízváry avec Tivadar Uray et Erzsi Ághy.

## Filmographie

### Cinéma
- 1920 : Tamás úrfi kalandjai
- 1928 : A Magyar Nemzeti Színház múltja, jelene és jövöje
- 1934 : Búzavirág : Schultheiszné
- 1935 : I Can't Live Without Music : Zsani néni
- 1936 : Légy jó mindhalálig : Törökné
- 1937 : 120-as tempó : Vilma, Turner huga
- 1937 : 300.000 pengö az utcán : Bugyorné
- 1937 : Egy lány elindul : Lombné
- 1937 : Ma fille ne fait pas ça (Az én lányom nem olyan) de Ladislas Vajda : Annie néni
- 1937 : The Superior Mother : Clarisse néni
- 1937 : Tisztelet a kivételnek : Kántor Jánosné
- 1938 : Beszállásolás : Emma néni,Ágnes nagynénje
- 1938 : Maga lesz a férjem : Emma, Balogh felesége
- 1938 : Megvédtem egy asszonyt : Boryné
- 1938 : Nehéz apának lenni
- 1938 : Péntek Rézi : Az árvaház igazgatónõje
- 1938 : Sutyi, a szerencsegyerek : Bugyorne
- 1938 : Temporarily Broke
- 1938 : Tizenhárom kislány mosolyog az égre : Ria anyja
- 1939 : A varieté csillagai
- 1939 : Menschen vom Varieté
- 1939 : Vadrózsa : Klementin nagymama
- 1939 : Álomsárkány : Mari néni
- 1940 : Füszer és csemege : Puskásné
- 1940 : Sok hühó Emmiért : Szánthódyné
- 1941 : Bob herceg : Nagyhercegnõ
- 1941 : Gyurkovics fiúk : Gyurkovics mama (en tant que Vizvári Mariska)
- 1941 : Ne kérdezd ki voltam : Özvegy Kaszás Istvánné
- 1941 : Szüts Mara házassága : Lili Néni
- 1942 : Annamária : Anna néni
- 1942 : Férfihüség : Laura néni
- 1942 : Gyávaság : Nagynéni
- 1942 : Négylovas hintó : Ilka néni
- 1942 : Örségváltás : Pepi néni
- 1943 : Csalódás : Hámor Anyja
- 1943 : Kalotaszegi Madonna : Etelka néni
- 1943 : Makacs Kata : Emma néni, Kata nagynénje
- 1943 : Ágrólszakadt úrilány : Éva nagymamája
- 1944 : Fiú vagy lány? : Tóni néni,Galambos nagynénje
- 1944 : Gyanú
- 1947 : Fehér vonat : Mária anyja
- 1948 : Beszterce ostroma : Rogyákné (en tant que Vizvári Mariska)
- 1948 : Un lopin de terre (Talpalatnyi föld) de Frigyes Bán : Zsíros néni